# Store Venjetinden
Store Venjetinden (eller sommetider Store Vengetinden ) er et bjerg i Rauma kommune i Møre og Romsdal fylke i Norge. Det ligger ca. 3 kilometer nordøst for bjerget Romsdalshornet, cirka 4 kilometer øst for floden Rauma og europavej E136 og ca. 10 kilometer sydøst for byen Åndalsnes.
Den første bestigning var via den nordøstlige ryg i 1881 af William Cecil Slingsby og Johannes Vigdal. Den første bestigning via den vestlige ryg var i 1930 af Erik Heen og Karl Oshaug.